# 144362 Swantner
144362 Swantner este o planetă minoră (asteroid), cu un diametru de 4,371 km, din centura de asteroizi. A fost descoperită pe 26 februarie 2004 la  de David S. Dixon⁠(d) și a fost numită după William H. Swantner⁠(d). 
Obiectul prezintă o orbită caracterizată de o semiaxă mare de 3,1277221632237 UAi, o excentricitate de 0,029337702150041, o înclinație de 16,75694868341 ° în raport cu ecliptica.